# Nolan Gerard Funk
Nolan Gerard Funk, född 28 juli 1986 i Vancouver i British Columbia, är en kanadensisk skådespelare och sångare. Han bland annat känd för att spela rollen som Hunter Clarington i musikaldramakomediserien Glee, Collin Jennings i dramakomediserien Awkward, FBI-agenten Van White i The Flight Attendant, "Angel Eyes" i dramaserien Counterpart och Conrad Birdie i 2009 års Broadwayuppsättning av musikalen Bye Bye Birdie. Han har också medverkat i rollen som Miranda Cosgroves icke namngivna kärleksintresse, i hennes musikvideo till låten "Stay My Baby", som ursprungligen är framförd av Amy Deasismont (under artistnamnet "Diamond"). Han är utöver allt detta, även en erkänd medborgare i Tyskland.

## Filmografi (i urval)

### Filmer
- 2003 – X-Men 2
- 2006 – Hollow Man 2
- 2008 – Deadgirl
- 2009 – Spectacular!
- 2010 – Bereavement
- 2012 – House at the End of the Street
- 2013 – Evidence
- 2013 – The Canyons
- 2013 – Riddick
- 2016 – American Romance
- 2018 – Truth or Dare
- 2019 – Berlin, I Love You

### TV-serier
- 2001 – Seven Days (TV-serie)
- 2002 – Taken (TV-serie)
- 2004 – The L Word (TV-serie)
- 2005 – Smallville (TV-serie)
- 2006 – Killer Instinct (TV-serie)
- 2006 – Död zon (TV-serie)
- 2006 – Supernatural (TV-serie)
- 2007 – Aliens in America (TV-serie)
- 2009 – Lie to Me (TV-serie)
- 2009 – Castle (TV-serie)
- 2010 – Warehouse 13 (TV-serie)
- 2010 – Detroit 1-8-7 (TV-serie)
- 2010 – Hellcats (TV-serie)
- 2012–2013 – Glee (TV-serie)
- 2013–2015 – Awkward (TV-serie)
- 2014–2016 – Arrow (TV-serie)
- 2017 – Quantico (TV-serie)
- 2017 – The Catch (TV-serie)
- 2017 – Dear White People (TV-serie)
- 2017 – Major Crimes (TV-serie)
- 2018 – Counterpart (TV-serie)
- 2018 – The Marvelous Mrs. Maisel (TV-serie)
- 2020 – The Flight Attendant (TV-serie)
- 2022 – Partner Track (TV-serie)